# Thermometrie
Thermometrie (von altgriechisch θερμός thermós ‚heiß‘, ‚warm‘ und μέτρον métron ‚Maß‘) bezeichnet die physikalische Wärmemessung und die Wissenschaft von der Temperaturmessung. Verwendet wird der Begriff Thermometrie bzw. thermometrisch vorrangig in der Metrologie. Die klinische Thermometrie (Fiebermessung, Stoffwechseluntersuchung) fand im 18. Jahrhundert Eingang in die Medizin.
Mit der Thermometrie haben sich eine Reihe von Wissenschaftlern befasst:
- Galileo Galilei (1564–1642)
- Jean Rey (1583–1645)
- Robert Hooke (1635–1703)
- Daniel Gabriel Fahrenheit (1686–1736)
- René Antoine Ferchault de Réaumur (1683–1757)
- Anders Celsius (1701–1744)
- Carl von Linné (1707–1778)
- Ludwig Traube (1818–1876)
- Friedrich Wilhelm Felix von Bärensprung (1822–1864)
- Lord Kelvin (1824–1907)

Siehe auch:
- Temperatur, Messgerät, Kategorie: Temperaturmessung (s. u.), Wärme